# Wasserturm Uevekoven

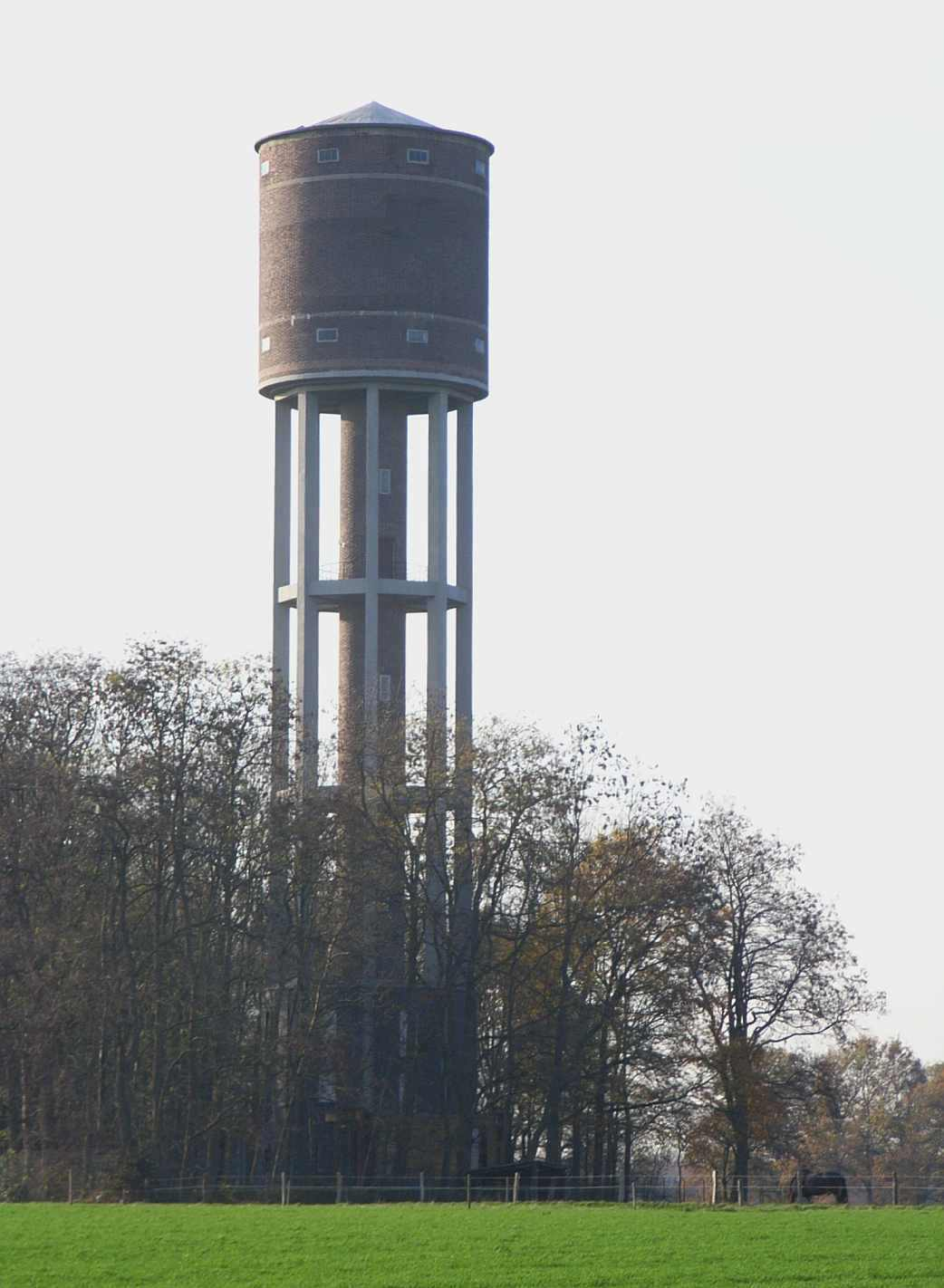
Wasserturm Uevekoven

Raum im Raum (Behälter)

Der Wasserturm Uevekoven steht in Wegberg/Uevekoven und ist als markante Landmarke von weither sichtbar.

## Beschreibung
Der Wasserturm war bis Anfang der 1980er Jahre im Netz der Kreiswasserwerke Heinsberg in Betrieb. Seit dem 29. Juli 1991 steht er unter Denkmalschutz. In der Liste der Baudenkmäler in Wegberg, Eintrag Nr. 158 wird der Turm wie folgt beschrieben:

„Bei dem Wasserturm Uevekoven handelt es sich um einen Backsteinturm, der im Dezember 1934 in Betrieb genommen wurde. Er ist mit einer doppelschaligen Konstruktion versehen, um dem Trinkwasser auch bei hohen Außentemperaturen seine Frische zu lassen. Innerhalb des Mauerkranzes befindet sich ein Behälter aus Stahlbeton. Der Turm verfügt über einen Stützenkranz aus sechs Betonpfeilern, deren Knicklänge durch frei eingezogene Decken verkürzt wird. Die Pfeiler umstehen die Röhre, die die Treppe zum Behälter enthält, die Bodenplatte des Behälters ragt über ihnen aus. Der Zylinder des Wasserturmkopfes ist durch mehrere Putzbänder waagerecht gegliedert. Zwischen diesen Bändern sind die Lichtöffnungen als liegende Formate angeordnet. Am Rande des Waldes von Tüschenbroich auf einer leichten Anhöhe stehend, erhält der Turm den Charakter einer Landmarke in der sonst flachen Landschaft. Die unveränderte Erhaltung und die deutlich ablesbare Zugehörigkeit des Wasserturms zum Baustil des Ziegelexpressionismus macht das Gebäude bedeutend für Wegberg und seine Bewohner, sowie für die Entwicklung der Bauten für die Trinkwasserversorgung.“

Der Wasserturm ist 53 m hoch und hat einen Durchmesser von 10 m. Der Behälter (Flachboden Behälter aus Stahlbeton) hat ein Fassungsvermögen von rund 400 Kubikmetern.
Seit 1995 ist der Wasserturm im Privatbesitz.

## Neues Nutzungskonzept
Den Turm haben der Künstler und Architekt Norbert Kostka und die Innenarchitektin Ute Reimund erworben. Seitdem ist die Planung und die Umsetzung des neuen Nutzungskonzepts Thema von zahlreichen Wettbewerben und Veröffentlichungen. Mehrere Zeitungsartikel sind hierzu erschienen und TV-Sendungen haben hierüber berichtet.
Der Umnutzungsprozess gehört zu einem künstlerischen Konzept „Gewinnung von Räumen“, das Norbert Kostka seit 1991 verfolgt. Zu dem Konzept gehört auch das Projekt der Autoren Galerie Kostka, das er schon in einem Wasserturm in Köln-Braunsfeld umgesetzt hat.
Im unteren Teil des Turmes wurden drei Etagen erschlossen, die seit 2000 als Wohnung und Atelier genutzt werden. 2008 ist die vierte, komplett verglaste Etage dazu gekommen. Im Rahmen des Ausbaus wurden der Tropfboden sowie der Behälter des Wasserturms zugänglich gemacht. In den Räumen finden gelegentlich Events (Ausstellungen, Musikperformances, Begehungen, …) aller Art statt. Bei Anlässen wie Tag des Denkmals, Tag der Architektur oder KunstTour wird der Turm für die Öffentlichkeit geöffnet.

## Auszeichnungen
Das Projekt Wasserturm Uevekoven ist mit mehreren Architekturpreisen ausgezeichnet worden:
- 1994: WEKA Architekturpreis – Sonderpreis für vorbildliche Leistungen[1]
- LBS – Das Goldene Haus 2003 – Anerkennung
- NRW wohnt/auszeichnung – Wohnen an ungewöhnlichen Orten, Umnutzung von Nichtwohngebäuden 2008 – Erwähnung und Ausstellung

## TV-Sendungen
- n-tv – „soll und haben“ am 18. Mai 2005 – Bericht über Wasserturm Uevekoven – 3,5´
- pro7 – avenzio – schöner Leben! – Beitrag zum Wettbewerb „AVENZIO sucht das Superheim 2005“ – 10´
- ARD – Ratgeber: Bauen + Wohnen am 19. November 2005 – Wohnen im Wasserturm – 3,5´
- ZDF – Volle Kanne Wohnen&Design am 12. Oktober 2007 – Hausbesuch Wasserturm
- WDR – Lokalzeit aus Aachen am 23. Juni 2008 – Tag der Architektur
- RTL – Unser neues Zuhause am 26. August 2009
- WDR – Lokalzeit aus Aachen am 19. November 2009 – Das Dorf: Uevekoven